# Спорт у Азербејџану
Спорт у Азербејџану има древне коријене, а и данас се практикују и традицонални и модерни спортови. Рвање слободним стилом је традиционално означаван као национални спорт у Азербејџану, али данас су најпопуларнији спортови фудбал и шах. Други популарни спортови су гимнастика, џудо, футсал, хокеј на леду, дизање тегова и Бокс. Планински терени у Азербејџану пружају прилику за тренирање планинских спортова, као што су  пењање по стијенама и скијање. Водени спортови се вјежбају у Каспијском језеру и у воденим површинама у унутрашњости. Азербејџан је на интернационалном нивоу веома успјешан у шаху, дизању тегова и рвању. Азербејџан је активан члан бројних међународних спортских организација, као што су између осталих: Међународна федерација фудбалских асоцијација (ФИФА), Унија европских фудбалских асоцијација (УЕФА), Међународна организација атлетских федерација (ИААФ), Европска атлетска асоцијација (ЕАА), Међународни олимпијски комитет (МОК) итд. Баку је био домаћин првих Европских игара одржаних 2015. године. Такође, Бакуу је припала организација четвртих по реду Исламских игара солидарности 2017. године.
Азербејџан је последњих година дао држављанство бројним иранским спортистима и тренерима, који су тако прешли да наступају за Азербејџан. Међу њима су Саман Тамасеби, Сабах Шаријати и Јамшид Кејирабади у рвању; Реза Мехмандос и Милад Беиђи у теквондоу. Од 2012. Азербејџан има своју бициклистичку трку, Тур д’Азербејџан, која је отворена у знак сјећања на Хејдара Алијева, бившег предсједника Азербејџана.

## Спортови

### Бекгемон
Бекгемон или тавла, је игра која припада играма на табли и у којој учествују два играча. Сваки од играча има по петнаест жетона које се померају преко двадесет и четири поља (троугластог облика) након бацања коцкице. Циљ ове игре је бити први чији ће се жетони уклонити са табле. Бекгемон је игра која вуче коријене из Персијског царства и има значајну улогу у култури Азербејџана. Овај спорт је веома популаран у Азербејџану и игра се пред доста локалне публике.

### Шах
Азербејџан је познат као једна од најјачих држава у шаху. И након распада Совјетског Савеза, шах је остао изузетно популаран у Азербејџану. Упркос томе што је напустио Азербејџан веома млад, дугогодишњи светски првак, Гари Каспаров је рођен у Бакуу. Значајни азербејџански шахисти су Тејмур Радјабов, Шахријар Мамадјаров, Вугар Гашимов и Зејнаб Мамедјарова. Азербејџан је био домаћин бројних међународних шаховских турнира и такмичења, а били су европски прваци у шаху 2009.
Године 2009. предсједник Азербејџана, Илхам Алијев, донио је указ "Државни програм развоја шаха у Азербејџану 2009 - 2014", у циљу што бољег развоја шаха у периоду од 2009. до 2014. године.

### Фудбал
Фудбал је најпопуларнији спорт у Азербејџану, а фудбалски савез Азербејџана је са преко 9.000 регистрованих фудбалера, највећа спортска организација у држави. Фудбалска репрезентација Азербејџана није успјела да оствари запажене резултате на такмичењима. Најуспјешнији фудбалски клубови у Азербејџану су Нефчи, Туран Товуз, Интер Баку, Карабак и Габала. Године 2012. Нефчи је постао први азербејџански клуб који је успио да се пласира у групну фазу неког европског такмичења, лиги Европе. У плеј-оф рунди побиједили су АПОЕЛ из Никозије укупним резултатом 4:2.
Шездесете године 20. вијека сматрају се златним добом азербејџанског фудбала. У том периоду су освојили неколико такмичења (Совјетски Савез), а појавили су се бројни врхунски фудбалери из Азербејџана. Анатолиј Банишевски се сматра најбољим азербејџанским фудбалером свих времена. Фудбалски судија, Тофик Бахрамов устао је упамћен по мечу финала Свјетског првенства 1966., између Западне Њемачке и Енглеске, када је као помоћни судија помогао признавању нерегуларног гола Енглеза.
Азербејџан је био домаћин Свјетског првенства за жене до 17 година 2012. Као домаћин изабран је 19. марта 2010.

### Бициклизам
Историја бициклизма у Азербејџану потиче из 1930. године, када су бицикла представљена као начин транспорта. Прва бицикла у Азербејџан су донесена из Русије. У почетку бицикла су коришћена за такмичења између школа и универзитета. Најдуже бициклистичко такмичење одржано у Азербејџану било је четрдесетих година 20. вијека, током овог периода бројна друга спортска такмичења су организована у Азербејџану поред бициклизма. Сабзали Мусејибов и Хусеин Заргарли су први репрезентативци Азербејџана у бициклизму. У другом периоду 20. вијека, жене су се активно укључиле у бициклистичке трке, национални тим Бакуа био је састављен и од мушкараца и од жена. Од 1950. године, бициклизам у Азербејџану је доживио велики развој. Азербејџански бициклисти су успјешно учествовали на бројним турнирима у Совјетском Савезу, Алхас Талибов и Аладин Шабанов су освојили медаље и дипломе са тих турнира.
Аладин Шабанов је представљао Азербејџан на тркама које су одржаване у више од 50 држава, Свјетским и Европским такмичењима. Захваљујући успјешном развоју бициклизма, бициклисти Азербејџана су учествовали на Летњим олимпијским играма 1980.. Указом предсједника Хејдара Алијева, писта за бициклизам у дужини од 333 метра је саграђена у Бакуу, гдје су се одржала бројна такмичења. Прва критеријумска трка одржана је 9. маја 1970. Делегација азербејџанских бициклиста учествовала је на конференцији одржаној у Москви 1985. године и добили су дипломе.
Након што је Азербејџан стекао независност, развој спорта је означен као један од приоритета. Олимпијски комитет Азербејџана основан је 1992. године, а Азербејџан је као независна држава први пут учествовао на Олимпијским играма 1996. Године 1997. саграђен је Спортски комплекс и основана је национална бициклистичка федерација Азербејџана. Године 2009. министарство за омладину и спорт, у сарадњи са националном бициклистичком федерацијом Азербејџана, организовало је првенство Азербејџана у свим бициклистичким дисциплинама. Године 2012. покренута је прва етапна трка у Азербејџану, Тур д’Азербејџан, у част бившем предсједнику, Хејдару Алијеву.

### Футсал
Азербејџан је остварио много више успјеха у футсалу него у фудбалу. Крајем осамдесетих, футсал организација Азербејџана утицала је на оснивање футсал клуба Дина Москва, који је доминирао у годинама након распада Совјетског Савеза. Футсал репрезентација Азербејџана освојила је четврто мјесто на Европском првенству 2010., футсал тим Араз Наксиван освојио је бронзану медаљу у УЕФА футсал купу 2010.

### Борилачке вјештине
Борилачке вјештине, као што је џудо, донијеле су многе медаље Азербејџану, посебно Елнур Мамади, који је освојио златну медаљу на Европском првенству и на Олимпијским играма 2008. у категорији до 73 kg. Молвуд Миралијев је освојио бронзу на Олимпијским играма 2008. и на Светском првенству у џудоу 2003. године.

### Параглајдинг
Параглајдинг је прилично млад спорт и иако је Азербејџан имао богато спортско наслеђе, мало се зна о параглајдингу и ваздушним спортовима, нарочито на почетку вијека. На почетку развоја спорта, бивши падобранци и страни посетиоци покушавали су да развију параглајдинг, али без великих успјеха. Године 2015. 20 пилота је било члан спортских клубова Рокстон, Гилавар, Кен Флај клуб. Пилоти морају да прате правила Интернационале аеронаутичке федерације, у погледу безбједности и етике.
Један од првих азербејџанских параглајдера је Хусејнгулу Багхиров. Организација Фаирекс је основана у циљу развоја параглајдинга и ваздушних спортова.

### Рагби
Рагби у Азербејџану је спорт у развоју. Рагби федерација Азербејџана је основана 2004. године, а у интернационалну рагби федерацију примљен је 2005. Године 1949. рагби је забрањен у Совјетском Савезу, а такмичења су настављена 1957. Совјетски национални тим је први меч играо 1975. Рагби у Азербејџану је почео да се развија последњих година и учествовали су на Европском купу нација 2006. године. Играли су два меча, први 29. априла 2006. против Луксембурга у Бакуу и други против Босне и Херцеговине у Зеници 14. маја 2006. Изгубили су од Босне 28:3 и од Луксембурга 11:3.

### Други спортови
Азербејџан је једна од најјачих држава у одбојци, а Азербејџанска одбојкашка супер лига за жене је једна од најјачих на свијету. На Европском првенству за жене 2005. године, Азербејџан је освојио четврто мјесто. Последњих година, клубови Рабита Баку и Азераил Баку су остварили велике успјехе у европским такмичењима.
Рвање је имало историјску важност у спорту Азербејџана и сматран је националним спортом у држави. На почетку 20. вијека азербејџански рвачи Сали Сулејман и Рашид Јусифов били су познати широм свијета. Били су успјешни на такмичењима одржаним у Вашингтону, Чикагу, Лондону и Риму. Сали Сулејман је сматран једним од најстрашнијих рвача, у свијету, надимак му је био Лав из Дагестана.Нико није могао да га победи ни у домовини ни у другим државама. Намик Абдулајев 1993, Махамад Ибрахимов 1995—1996 и Назим Алицанов 2002. године, освојили су Европско првенство у рвању слободним стилом, док је Натик Ејвазов освојио Европско првенство у рвању класичним стилом.
Женска рукометна репрезентација Азербејџана остварила је велике успјехе. Рафига Шабанова, Лудмила Шубина и Јелена Гусева освојиле су злато на Олимпијским играма за СССР. Седамдесете године 20. вијека су биле златно доба азербејџанског рукомета. У првенству Совјетског Савеза, клубови из Бакуа су освојили седам сребрних и једну бронзану медаљу.